# DAC 112 E
| DAC 112 E                                            | DAC 112 E                 |
| ---------------------------------------------------- | ------------------------- |
| Bukarest: zwei DAC 112 E auf der Piața Universității |                           |
| Hersteller:                                          | Uzina Autobuzul București |
| Baujahre:                                            | 1975–1980                 |
| Länge:                                               | 11.680 bzw. 11.835 mm     |
| Breite:                                              | 2500 mm                   |
| Höhe:                                                | 3035 mm                   |
| Leermasse:                                           | 9950 kg                   |
| Zulässiges Gesamtgewicht:                            | 16910 kg                  |
| Radstand:                                            | 5650 mm                   |
| Achsen:                                              | zwei                      |
| Höchstgeschwindigkeit:                               | 60 km/h                   |
| Stundenleistung:                                     | 115 bzw. 135 kW           |
| Hilfsantrieb:                                        | nein                      |
| Sitzplätze:                                          | 26 bzw. 36                |
| Stehplätze:                                          | 76                        |

DAC 112 E ist die Bezeichnung eines ehemaligen rumänischen Oberleitungsbus-Typs und setzt sich wie folgt zusammen:
- DAC = Diesel Auto Camion
- 112 = Baureihennummer
- E = electric, Zusatzbezeichnung für alle rumänischen Oberleitungsbustypen, zur Unterscheidung von Dieselautobussen

## Geschichte
1975 begann die damalige Uzina Autobuzul București in der Hauptstadt Bukarest, die später unter der Bezeichnung Rocar firmierte, mit der Herstellung von dreitürigen Einheitsoberleitungsbussen des Typs DAC 112 E. Damals entstand der Prototyp, der in Bukarest einige Monate lang ohne Fahrgäste getestet wurde und schließlich noch im gleichen Jahr mit der Nummer 324 in Constanța in Betrieb ging. Die Baureihe wurde bis 1980 in großen Stückzahlen produziert und war in allen seinerzeit existierenden rumänischen Oberleitungsbus-Betrieben anzutreffen. Dies waren der Oberleitungsbus Brașov, der Oberleitungsbus Bukarest, der Oberleitungsbus Cluj-Napoca, der Oberleitungsbus Constanța und der Oberleitungsbus Timișoara. In allen fünf Städten ersetzten sie jeweils die älteren und kleineren Wagen der zweitürigen Typen TV 2 E (gebaut von 1958 bis 1969) und TV 20 E (gebaut von 1970 bis 1976) vom gleichen Hersteller.
Die Solowagen des Typs DAC 112 E – Gelenkwagen wurden nicht produziert – basierten auf dem ebenfalls ab 1975 produzierten Omnibusmodell DAC 112 UD des Herstellers Roman aus Brașov. Diese wiederum waren ein Lizenznachbau der sogenannten Metrobusse des deutschen Herstellers MAN. Der Typ DAC 112 E wurde wie folgt produziert, für Cluj-Napoca liegen keine genauen Daten vor:
| Baujahr | Brașov              | Bukarest               | Cluj-Napoca (ab 1976) | Constanța            | Timișoara           |
| ------- | ------------------- | ---------------------- | --------------------- | -------------------- | ------------------- |
| 1975    |                     | 36 (Nummern 5001–5036) |                       |                      |                     |
| 1976    | 12 (Nummern 1–12)   | 81 (Nummern 5037–5117) |                       |                      | 39 (Nummern 1–39)   |
| 1977    | 30 (Nummern 13–42)  | 50 (Nummern 5118–5167) |                       |                      | 20 (Nummern 40–59)  |
| 1978    | 30 (Nummern 43–72)  | 80 (Nummern 5168–5247) |                       |                      | 18 (Nummern 60–77)  |
| 1979    | 25 (Nummern 73–97)  | 73 (Nummern 5248–5320) |                       |                      | 12 (Nummern 78–89)  |
| 1980    | 16 (Nummern 98–113) |                        |                       |                      | 18 (Nummern 90–107) |
| gesamt  | 113                 | 320                    |                       | 78 (Nummern 324–401) | 107                 |

## Ausmusterung
Schon nach nur wenigen Einsatzjahren schieden die Wagen aus dem Bestand, in Timișoara wurden sie beispielsweise von 1981 bis 1990, in Brașov von 1983 bis 1994 ausgemustert. In der Hauptstadt Bukarest waren 1989 von den einstmals 320 Fahrzeugen nur noch elf vorhanden, die letzten verkehrten im November 1991 auf den Linien 87 und 97. Ein Teil wurde zuvor zu Oberleitungslastkraftwagen für interne Transporte umgebaut. Vier Wagen aus Bukarest und sechs aus Constanța kamen gebraucht zum 1985 eröffneten Oberleitungsbus Iași, wo sie unter den Nummern 601 bis 610 in den Bestand aufgenommen wurden. Ein weiterer DAC 112 E kam 1986 als Arbeitswagen zum 1983 eröffneten Oberleitungsbus Sibiu. Dort wurde er mit der Nummer 306 bis 1997 oder 1998 als Fahrleitungsschmierwagen eingesetzt. Trotz der großen Stückzahl blieb landesweit kein einziger DAC 112 E museal erhalten.